# Atelomycterus macleayi
Atelomycterus macleayi és una espècie de peix de la família dels esciliorrínids i de l'ordre dels carcariniformes.

## Morfologia
- Els mascles poden assolir 60 cm de longitud total.[1][2]

## Reproducció
És ovípar.

## Hàbitat
És un peix marí de clima tropical i associat als esculls de corall que viu entre 0-4 m de fondària.

## Distribució geogràfica
És un endemisme d'Austràlia.